# Томмі Френкс
Томмі Френкс (англ. Tommy Franks; нар. 17 червня 1945, Вайнвуд, Гарвін, Оклахома) — американський воєначальник, генерал армії США (2000), Командувач Центрального Командування ЗС США (2000—2003). Учасник війн у В'єтнамі, Перській затоці, Афганістані та Іраку.

## Біографія
Томмі Рей Бентлі народився 17 червня 1945 у містечку Вайнвуд в окрузі Гарвін, штату Оклахома й був усиновлений сім'єю Рея та Лорен Паркер Френкс. Закінчив вищу школу Роберта Лі в Мідланді на рік раніше за майбутню першу леді Лауру Буш. Після двох років навчання в університеті Техасу в Остіні залишив його та в 1965 році пішов до армії. Пізніше, вже будучи військовим закінчив Техаський університет в Арлінгтоні з отриманням бакалавра з управління бізнесом, а майстра наук із державного управління здобув в Шіппенсбурзькому університеті Пенсильванії. Закінчив Воєнний коледж армії США.
Поступивши рядовим до збройних сил, закінчив школу базової військової підготовки у Форт Леонард Вуд у Міссурі та курси аналітиків-криптологів у Форт Дівенс, Массачусетс. Згодом прийнятий до школи підготовки кандидатів в офіцери у Форт Сілл, в Оклахомі, після завершення яких у 1967 році здобув звання другого лейтенанта. Проходив службу в артилерійських частинах, зокрема у Республіці В'єтнам.
У 1968 повернувся до Штатів, отримав призначення командиром гарматної батареї в тренувальному центрі артилерії, звідси після навчання переведений до 2-го бронекавалерійського полку в Західну Німеччину, де командував 1-ю гаубичною батареєю. У 1976 р. закінчив Об'єднаний коледж Збройних сил США, призначений на штабну посаду до Пентагону.
З 1981 року Френкс повернувся до Західної Німеччини, де очолив 2-й дивізіон 78-го полку польової артилерії, яким командував три роки. У 1984 р. поступив до Воєнного коледжу армії США, звідки отримав призначення помічником заступника командира III-го корпусу, а надалі призначений начальником артилерії 1-ї кавалерійської дивізії.
Брав участь у бойових діях під час війни в Перській затоці в операціях «Щит пустелі» та «Буря в пустелі». З 1991 по 1992 рр. — заступник коменданта школи польової артилерії у Форт Сілл. Потім на штабних та командних посадах у різних формуваннях.
У 1994 році став начальником оперативного управління Об'єднаного командування збройних сил США в Південній Кореї. У 1995—1997 рр. — командир 2-ї піхотної дивізії, у травні 1997 р. — командувач 3-ї армії в Атланті, на чолі якої перебував до червня 2000 року, поки не був обраний на посаду командувача Центрального командування Збройних сил США. Як командувач цього конгломерату сил особисто очолював вторгнення американських військ до Афганістану в контексті операції «Нескорена свобода» та в Ірак весною 2003 року з метою повалення режиму Саддама Хусейна.
22 травня 2003 року подав у відставку, 7 липня офіційно залишив військову службу.